# Якимівка (Білогірський район)
Яки́мівка (до 1948 — Яки́мівка та Сємєкі́ш, крим. Semekiş) — село Білогірського району Автономної Республіки Крим.
Відстань від райцентру до населеного пункта становить 54 кілометрів по прямій.

## Пам'ятники
У селі є пам'ятник землякам, що загинули під час німецько-радянської війни (1975, скульптор Елеонора Яблонська) .